# 普蘭提斯縣 (密西西比州)
是美國密西西比州東北部的一個縣。面積1,083平方公里。根据美國2000年人口普查，共有人口25,556人。縣治布恩維爾（Booneville）。
成立於1870年4月15日。縣名紀念聯邦眾議員薩金特·S·普蘭提斯（Sergeant Smith Prentiss）。